# Astragalus guatemalensis
Astragalus guatemalensis es una especie de planta del género Astragalus, de la familia de las leguminosas, orden Fabales.

## Distribución
Astragalus guatemalensis se distribuye por México, Guatemala y Honduras.

## Taxonomía
Fue descrita científicamente por Hemsl. Fue publicada en Biol. Cent.-Amer., Bot. 1: 264 (1879).